# Liste von Orgeln in der Pfalz
Die Liste von Orgeln in der Pfalz umfasst sukzessive die erhaltenen historischen Orgeln sowie überregional bedeutende Orgelneubauten in der Pfalz.

## Orgelliste
In der vierten Spalte sind die hauptsächlichen Erbauer angeführt; eine Kooperation mehrerer Orgelbauer wird durch Schrägstrich angezeigt, spätere Umbauten durch Komma. Kursivschreibung gibt an, dass nur das historische Gehäuse erhalten ist. In der sechsten Spalte bezeichnet die römische Zahl die Anzahl der Manuale, ein großes „P“ ein selbstständiges Pedal, ein kleines „p“ ein nur angehängtes Pedal. Die arabische Zahl gibt die Anzahl der klingenden Register bei den heute bestehenden Orgeln an (Stand 2016). Die letzte Spalte bietet Angaben zum Erhaltungszustand sowie Links mit weiterführender Information.
| Ort                          | Gebäude                                         | Bild | Orgelbauer                                           | Jahr                 | Manuale | Register | Bemerkungen |
| ---------------------------- | ----------------------------------------------- | ---- | ---------------------------------------------------- | -------------------- | ------- | -------- | --- |
| Albersweiler                 | Bergkirche                                      |      | Eberhard Friedrich Walcker                           | 1858                 | II/P    | 24       | op. 166; weitgehend erhalten |
| Albersweiler                 | St. Stephan                                     |      | Gustav oder Hermann Schlimbach, E. F. Walcker & Cie. | 1859 oder 1892, 1959 | II/P    | 15       | 1959 Umbau, ansonsten erhalten |
| Albsheim an der Eis          | Protestantische Kirche                          |      | Johann Valentin Senn                                 | 1730                 | I/P     | 8        | teils erhalten |
| Alsenbrück                   | Protestantische Kirche                          |      | Bernhard Dreymann                                    | 1839                 | I/P     | 13       | bis auf Prospektprinzipal vollständig erhalten |
| Altdorf                      | Protestantische Kirche                          |      | Johann Georg Geib                                    | 1784                 | I/P     | 12       | zum großen Teil erhalten |
| Altenbamberg                 | Protestantische Kirche                          |      | Johann Schlaad                                       | 1892                 | I/P     | 8        | vollständig erhalten |
| Althornbach                  | Matthiaskirche                                  |      | Eberhard Friedrich Walcker                           | 1884                 | I/P     | 10       | op. 436, mechanische Kegelladen; weitgehend erhalten |
| Assenheim                    | Protestantische Kirche                          |      | Johann Georg Geib                                    | 1785                 | II/P    | 12       | mehrfach umgebaut, teilweise erhalten |
| Bad Bergzabern               | Schlosskirche                                   |      | Johann Karl Baumann                                  | 1782                 | I/P     | 16       | weitgehend erhalten |
| Bad Dürkheim                 | Schlosskirche                                   |      | Paul Ott                                             | 1983                 | II/P    | 27       | 2007 neu intoniert durch Orgelbau Lenter. |
| Biedesheim                   | Protestantische Andreaskirche                   |      | E. F. Walcker & Cie.                                 | 1874                 | I/p     | 4        | |
| Bisterschied                 | Protestantische Kirche                          |      | E. F. Walcker & Cie.                                 | 1901                 | I/P     | 8        | pneumatische Kegellade, hinter Prospekt von Augustinus Hartung |
| Blankenborn                  | St. Bartholomäus                                |      | Franz Bernhard Ignatius Seuffert                     | 1835                 | I/P     | 7        | weitgehend erhalten |
| Bobenthal                    | St. Michael                                     |      | Wendelin Ubhaus                                      | 1817                 | I/P     | 12       | zum großen Teil erhalten; 2016–2017 Restaurierung durch Johannes Rohlf |
| Böchingen                    | Protestantische Kirche                          |      | Johann Carl Baumann                                  | 1774                 | I/P     | 12       | Baumanns am besten erhaltene Orgel |
| Bockenheim an der Weinstraße | Martinskirche                                   |      | Augustinus Hartung                                   | 1710                 | I/P     | 12       | 1813 von Stumm restauriert (nach Kriegsschäden 1794); 1968/1969 von Oberlinger restauriert. |
| Bockenheim an der Weinstraße | Lambertskirche                                  |      | E. F. Walcker & Cie.                                 | 1925                 | II/P    | 12       | pneumatische Kegelladen; vollständig erhalten |
| Bosenbach                    | Protestantische Kirche                          |      | Eberhard Friedrich Walcker                           | 1879                 | I/P     | 9        | op. 366, mechanische Kegellade; weitgehend erhalten |
| Carlsberg                    | Protestantische Kirche                          |      | Johannes Mayer                                       | 1870                 | I/P     | 11       | weitgehend erhalten |
| Colgenstein                  | Protestantische Kirche                          |      | Johann Keller                                        | 1868                 | I/P     | 10       | weitgehend erhalten |
| Contwig                      | Martin-Luther-Kirche                            |      | Carl und Franz Stumm                                 | 1843                 | I/P     | 12       | weitgehend erhalten |
| Dannenfels                   | Protestantische Kirche                          |      | Johann Philipp und Johann Heinrich Stumm             | 1758                 | II/P    | 12       | weitgehend erhalten |
| Dielkirchen                  | Protestantische Kirche                          |      | Philipp Christian Schmidt                            | 1793                 | II/P    | 25       | zum großen Teil erhalten |
| Dirmstein                    | Laurentiuskirche, kath. Teil                    |      | Voit & Söhne, Peter Vier                             | 1900, 1986           | II/P    | 23       | 1986 Einbau einer mechanischen Traktur und 8 Register ersetzt |
| Dirmstein                    | Laurentiuskirche, prot. Teil                    |      | Eberhard Friedrich Walcker                           | 1870                 | II/P    | 11       | op. 252, Kegellade; 1965 neobarocke Umdisponierung durch Oberlinger; Register teilweise erhalten |
| Duchroth                     | Evangelische Kirche                             |      | Steinmeyer                                           | 1910                 | II/P    | 14       | pneumatische Kegelladen, Prospekt mit gemalten Ornamenten; vollständig erhalten |
| Duttweiler                   | Protestantische Kirche                          |      | Wendelin Ubhaus/Franz Bernhard Ignatius Seuffert     | 1836                 | I/P     | 11       | weitgehend erhalten |
| Edesheim                     | Katholische Kirche                              |      | Steinmeyer                                           | 1882                 | II/P    | 20       | außer Prospektprinzipal vollständig erhalten |
| Einöllen                     | Protestantische Kirche                          |      | Franz Stumm                                          | 1813                 | I/P     | 10       | zum großen Teil erhalten; 1909 Austausch der Trompete 8′ gegen Gamba 8′ durch H. Uhlendorf/Kaiserslautern, 1955 Wiederherstellung der ursprünglichen Disposition durch Fa. Oberlinger/Windesheim, 1986 Restaurierung durch Fa. Klais/Bonn |
| Eisenberg                    | Kath. Kirche St. Matthäus                       |      | Orgelbau Sandtner                                    | 1991                 | III/P   | 28       | Schleiflade, Koppelmanual |
| Eisenberg                    | Protestantische Kirche                          |      | E. F. Walcker & Cie.                                 | 1900                 | II/P    | 28       | pneumatische Kegellade; 1981 Traktur elektrifiziert; vollständig erhalten |
| Elmstein                     | Mariä Heimsuchung                               |      | Hermann Schlimbach                                   | 1887                 | I/P     | 13       | hinter barockem Gehäuse des 18. Jhd., 2002 durch Gerhard Kuhn restauriert |
| Enkenbach                    | Klosterkirche                                   |      | Carl und Franz Stumm                                 | 1833                 | I/P     | 11       | weitgehend erhalten |
| Erlenbach bei Kandel         | Protestantische Kirche                          |      | Eberhard Friedrich Walcker                           | 1864                 | II/P    | 17       | Kegellade; weitgehend erhalten |
| Erpolzheim                   | Protestantische Kirche                          |      | Carl Wagner                                          | 1849                 | II/P    | 19       | bis auf die Prospektpfeifen vollständig erhalten |
| Eßweiler                     | Protestantische Kirche                          |      | Eberhard Friedrich Walcker                           | 1869                 | I/P     | 9        | op. 239; weitgehend erhalten |
| Feilbingert                  | St. Michael                                     |      | Gebr. Stumm                                          | 1876                 | II/P    | 16       | 1990 Neubau, der altes Gehäuse und 8 Register einbezog |
| Feilbingert                  | Protestantische Kirche                          |      | Gustav Schlimbach                                    | 1867                 | I/P     | 10       | weitgehend erhalten |
| Freimersheim                 | Protestantische Kirche                          |      | Gustav Schlimbach                                    | 1861                 | I/P     | 12       | Kegellade im Pedal; weitgehend erhalten |
| Freinsheim                   | St. Peter und Paul                              |      | Franz Bernhard Ignatius Seuffert/Carl Wagner         | 1825                 | I/P     | 13       | 1965 Spieltisch erneuert; weitgehend erhalten |
| Freisbach                    | Protestantische Kirche                          |      | Johann Georg Geib                                    | 1788                 | II/P    | 25       | 1886 Umbau, 1975 Restaurierung und Wiederherstellung der ursprünglichen Disposition; Gehäuse und Holzregister erhalten |
| Gerolsheim                   | Protestantische Kirche                          |      | E. F. Walcker & Cie.                                 | 1895                 | II/P    | 19       | pneumatische Kegellade, weitgehend erhalten |
| Gimmeldingen                 | Protestantische Kirche                          |      | Johann Michael Hartung, Oberlinger                   | 1751, 1956           | II/P    | 20       | 1956 Neubau durch Oberlinger; Prospekt und einige Pfeifen von Hartung verändert erhalten |
| Glan-Münchweiler             | Protestantische Kirche                          |      | Gebr. Stumm                                          | 1865                 | I/P     | 11       | 1967 von Oberlinger umgebaut; zum großen Teil erhalten |
| Gleiszellen                  | Protestantische Kirche                          |      | Carl und Franz Stumm                                 | 1842                 | I/P     | 11       | weitgehend erhalten |
| Godramstein                  | Protestantische Kirche                          |      | Nikolaus Rommel                                      | 1781                 | I/P     | 13       | weitgehend erhalten |
| Godramstein                  | Katholische Kirche                              |      | unbekannt                                            | um 1700              | II/P    | 13       | 1958 wiederhergestellt, zum Teil erhalten |
| Göllheim                     | St. Johannes Nepomuk                            |      | Steinmeyer                                           | 1921                 | II/P    | 18       | pneumatische Taschenlade; weitgehend erhalten |
| Grünstadt                    | St. Peter                                       |      | Stumm                                                | um 1790              | II/P    | 16       | 1801 gebraucht erworben; 1902 Umbau, 1958 Restaurierung; Register zum großen Teil erhalten |
| Grünstadt                    | Friedenskirche                                  |      | Wilhelm Sauer                                        | 1896                 | I/P     | 12       | hinter Prospekt von Johann Georg Geib (1785), mechanische Kegelladen |
| Haardt                       | Protestantische Kirche                          |      | Gebr. Stumm                                          | 1785                 | I/P     | 16       | zum großen Teil erhalten |
| Harxheim                     | Evangelische Kirche                             |      | Johann Michael Hartung, Oberlinger                   | 2005                 | II/P    | 18       | |
| Harxheim (Zellertal)         | Protestantische Kirche                          |      | E. F. Walcker & Cie.                                 | 1894                 | II/P    | 12       | |
| Heiligenstein (Römerberg)    | St. Sigismund                                   |      | Johann Ignaz Seuffert                                | um 1782              | I/P     | 14       | weitgehend erhalten |
| Heimkirchen                  | Protestantische Kirche                          |      | Wilhelm Rühlmann, Oberlinger                         | 1878, 1954           | I/P     | 13       | Gehäuse und einige Register erhalten |
| Herschberg                   | Protestantische Kirche                          |      | Gebr. Stumm                                          | 1870                 | I/P     | 12       | letzte Stumm-Orgel mit Schleifladen; bis auf Prospektpfeifen vollständig erhalten |
| Hinzweiler                   | Protestantische Kirche                          |      | Eberhard Friedrich Walcker                           | 1886                 | I/P     | 9        | op. 489, mechanische Kegelladen; weitgehend erhalten |
| Hochstätten                  | Evangelische Kirche                             |      | Philipp Daniel Schmidt                               | 1777                 | I/P     | 13       | weitgehend erhalten |
| Horbach                      | St. Peter                                       |      | Karl Frosch                                          | um 1820              | I/P     | 10       | 1978 aus Kloster Ilmmünster umgesetzt; weitgehend erhalten |
| Ilbesheim                    | Protestantische Kirche                          |      | Johann Carl Baumann, Joseph A. Poppe                 | 1782, 1936           | II/P    | 22       | 1936 Erweiterungsumbau; 8 Register von Rommel erhalten |
| Impflingen                   | Protestantische Kirche                          |      | Andreas Krämer                                       | 1778                 | I/P     | 14       | weitgehend erhalten |
| Imsbach                      | Protestantische Kirche                          |      | unbekannt                                            | 18. Jhd.             | I/P     | 13       | 1857 gebraucht gekauft; zum großen Teil erhalten |
| Ingenheim                    | St. Bartholomäus                                |      | Michael Stiehr                                       | 1779                 | I/P     | 10       | teilweise erhalten |
| Insheim                      | Ev. Kirche                                      |      | Johann Ignaz Seuffert                                | Ende 18. Jh.         | I/P     | 13       | |
| Kaiserslautern               | Marienkirche                                    |      | Johannes Klais                                       | 1904–1905            | III/P   | 32       | 1974 Umbau durch Paul Zimnol; Gehäuse und etliche Register erhalten |
| Kallstadt                    | Protestantische Kirche                          |      | Johann Georg Geib                                    | 1775                 | II/P    | 24       | Gehäuse und 17 Register erhalten |
| Kandel                       | St. Georg                                       |      | Stiehr-Mockers                                       | 1842                 | II/P    | 31       | Prospektentwurf von August von Voit; 1958 Erweiterungsumbau durch Oberlinger |
| Kapellen                     | Protestantische Kirche                          |      | Gebr. Stumm                                          | 1831                 | I/P     | 11       | baugleich mit Orgel in Niederhorbach (1831); weitgehend erhalten |
| Kerzenheim                   | Protestantische Kirche                          |      | E. F. Walcker & Cie.                                 | 1872                 | I/P     | 9        | mechanische Kegellade; weitgehend erhalten |
| Kirchheimbolanden            | Katholische Kirche                              |      | Georg Trau                                           | 1844                 | II/P    | 17       | mehrfach umgebaut; Gehäuse und etliche Register erhalten |
| Kirchheimbolanden            | Paulskirche                                     |      | Johann Michael Stumm                                 | 1743–1745            | III/P   | 45       | 1778 spielte Wolfgang Amadeus Mozart auf der Orgel. Sie ist eine der letzten Orgeln von Johann Michael Stumm, die jedoch 1936 von Steinmeyer und 1966 von Oberlinger stark verändert wurde.                                               |
| Kirchmohr                    | Katholische Kirche                              |      | Voit & Söhne                                         | 1890                 | I/P     | 10       | mechanische Kegelladen; 1968 durch Paul Zimnol zwei Register ersetzt; weitgehend erhalten |
| Kirrweiler                   | Marienkapelle                                   |      | Johann Philipp Seuffert                              | um 1750              | I/p     | 6        | Gehäuse und 4 Register erhalten |
| Kleinfischlingen             | Protestantische Kirche                          |      | Joseph A. Poppe & Söhne                              | 1910                 | II/P    | 12       | weitgehend erhalten |
| Klingen                      | Protestantische Kirche                          |      | Friedrich Rinck                                      | 1695                 | I/P     | 10       | älteste Orgel der Pfalz, zum großen Teil erhalten |
| Konken                       | Protestantische Kirche                          |      | Gebr. Stumm                                          | 1869                 | I/P     | 12       | weitgehend erhalten |
| Lachen                       | Heilig Kreuz                                    |      | Franz Bernhard Ignatius Seuffert                     | 1821                 | I/P     | 9        | 1965 in Kirchenneubau umgesetzt und um ein Register ergänzt; weitgehend erhalten |
| Lambrecht                    | Protestantische Kirche                          |      | Johann Georg Geib                                    | 1777                 | II/P    | 26       | weitgehend erhalten |
| Laumersheim                  | Katholische Kirche                              |      | Johannes Hoffmann                                    | um 1717              | I/P     | 11       | weitgehend erhalten |
| Limburgerhof                 | Hausorgel                                       |      | Jakob Weidtner                                       | 1679                 | I/p     | 5        | weitgehend erhalten |
| Landau in der Pfalz          | St. Maria                                       |      | G. F. Steinmeyer & Co.                               | 1924                 | III/P   | 70       | Nach Modernisierung während der 1950er Jahre Originalzustand 2010 bis 2012 vom Orgelbaubetrieb Romanus Seifert & Sohn rekonstruiert |
| Landau in der Pfalz          | Stiftskirche                                    |      | Rieger Orgelbau                                      | 2006                 | III/P   | 47       | hinter Prospekt von Johann Ignaz Seuffert (1772) |
| Lautersheim                  | Protestantische Kirche                          |      | Eberhard Friedrich Walcker                           | 1870                 | I/P     | 7        | mechanische Kegellade; weitgehend erhalten |
| Ludwigshafen am Rhein        | Herz-Jesu-Kirche                                |      | Johannes Klais                                       | 1932                 | III/P   | 44       | elektrische Trakturen, Freipfeifenprospekt, viertes Manual zum Ausbau vorbereitet |
| Ludwigshafen am Rhein        | St. Ludwig                                      |      | Gebr. Späth                                          | 1957                 | III/P   | 41       | elektrische Schleifladen → Orgel |
| Ludwigshafen am Rhein        | Lukaskirche                                     |      | Paul Ott                                             | 1969–1970            | III/P   | 39       | |
| Ludwigshafen-Friesenheim     | St. Josef                                       |      | E. F. Walcker & Cie.                                 | 1956                 | III/P   | 56       | |
| Ludwigshafen-Oggersheim      | Schloss- und Wallfahrtskirche Maria Himmelfahrt |      | Hugo Mayer                                           | 1990                 | II/P    | 24       | Hauptwerkgehäuse von 1777 / Andreas Krämer (Hoforgelbauer Mannheim) |
| Ludwigshafen-Oppau           | St. Martin                                      |      | Johannes Klais                                       | 1958                 | III/P   | 38       | |
| Luthersbrunn                 | Protestantische Kirche                          |      | Eberhard Friedrich Walcker                           | 1880                 | I/P     | 6        | 1970 ein Register ersetzt; weitgehend erhalten |
| Mannweiler-Cölln             | Protestantische Kirche                          |      | Carl Wagner                                          | 1869                 | I/P     | 9        | weitgehend erhalten |
| Marnheim                     | Protestantische Kirche                          |      | Gustav Schlimbach                                    | 1874                 | I/P     | 6        | Pedal mit Kegellade, Manual mit Schleifladen; weitgehend erhalten |
| Martinshöhe                  | St. Martin                                      |      | Voit & Söhne                                         | 1913                 | II/P    | 20       | 1974 leicht umdisponiert, erhalten |
| Mauchenheim                  | Protestantische Kirche                          |      | Philipp und Franz Stumm                              | 1778                 | I/P     | 13       | weitgehend erhalten |
| Meckenheim                   | Protestantische Kirche                          |      | Eberhard Friedrich Walcker                           | 1854                 | II/P    | 15       | mechanische Kegelladen; weitgehend erhalten |
| Mörlheim                     | St. Martin                                      |      | Franz Ignaz Seuffert                                 | 1786                 | I/P     | 10       | weitgehend erhalten |
| Mörzheim                     | Protestantische Kirche                          |      | Franz Bernhard Ignatius Seuffert                     | 1831                 | II/P    | 24       | 1898 Umbau durch Joseph A. Poppe; weitgehend erhalten |
| Mühlheim an der Eis          | Schlosskirche                                   |      | Johann Michael Stumm                                 | 1738                 | II/P    | 24       | weitgehend erhalten |
| Mutterstadt                  | Evangelische Kirche                             |      | Gebr. Stumm                                          | 1785–1786            | II/P    | 24       | während der französischen Revolution geplündert; 1804 Erneuerung durch Stumm; 1866–1868 Umbau durch Schlimbach; 2006 Restaurierung durch Förster & Nicolaus                                                                               |
| Neuburg am Rhein             | St. Remigius                                    |      | Michael Stiehr                                       | 1786                 | I/P     | 13       | weitgehend erhalten |
| Niederhorbach                | Protestantische Kirche                          |      | Gebr. Stumm                                          | 1831                 | I/P     | 11       | baugleich mit Orgel in Kapellen-Drusweiler (1831); weitgehend erhalten |
| Niedermoschel                | Protestantische Kirche                          |      | Gebr. Stumm                                          | 1891                 | I/P     | 10       | mechanische Kegelladen; weitgehend erhalten |
| Nußbach (Pfalz)              | Protestantische Kirche                          |      | E. F. Walcker & Cie.                                 | 1912                 | I/P     | 8        | op. 1693, pneumatische Kegelladen hinter Jugendstilgehäuse; weitgehend erhalten |
| Nußdorf                      | Protestantische Kirche                          |      | Steinmeyer                                           | 1912                 | II/P    | 23       | pneumatische Membranladen; weitgehend erhalten |
| Oberhausen an der Nahe       | Protestantische Kirche                          |      | Gebr. Stumm                                          | 1873                 | I/P     | 10       | weitgehend erhalten |
| Oberhochstadt                | Protestantische Kirche                          |      | Louis Voit                                           | 1840                 | II/P    | 12       | weitgehend erhalten |
| Obermoschel                  | Mariä Himmelfahrt                               |      | A. Zipperlin & Christ                                | 1882                 | II/P    | 14       | mechanische Kegellade; einzige weitgehend erhaltene Orgel Zipperlins |
| Oberotterbach                | Protestantische Kirche                          |      | Johann Michael Hartung, Oberlinger                   | 1753–1754, 1965–1966 | I/P     | 11       | mehrfach umgebaut; stark verändert erhalten |
| Obersülzen                   | Protestantische Kirche                          |      | Wilhelm Sauer                                        | 1896                 | I/P     | 10       | op. 696; bis auf Prospektpfeifen erhalten |
| Obrigheim                    | Protestantische Kirche                          |      | Gustav Schlimbach                                    | 1875                 | I/P     | 10       | 1953 zwei Register von Walcker ergänzt; ansonsten erhalten |
| Offenbach an der Queich      | Protestantische Kirche                          |      | Johann Benedikt Alffermann                           | 1803                 | II/P    | 12       | weitgehend erhalten |
| Ohmbach                      | Protestantische Kirche                          |      | unbekannt                                            | 1770                 | II/P    | 11       | von Michael Stiehr? Ursprünglich für Oppau gebaut, 1920 verkauft und umgesetzt; weitgehend erhalten, aber derzeit nicht spielbar |
| Olsbrücken                   | Protestantische Kirche                          |      | Eberhard Friedrich Walcker                           | 1885                 | I/P     | 10       | op. 466, mechanische Kegelladen; weitgehend erhalten |
| Ottersheim                   | St. Amandus                                     |      | Gustav Schlimbach                                    | 1877                 | I/P     | 9        | weitgehend erhalten |
| Queichheim                   | Protestantische Kirche                          |      | Johann Benedikt Alffermann                           | 1789                 | I/P     | 13       | mehrfach umgebaut; großer Teil erhalten |
| Quirnbach                    | Protestantische Kirche                          |      | Eberhard Friedrich Walcker                           | 1872                 | I/P     | 9        | op. 266, Kegellade; 1980 Umstellung auf mechanische Schleifladen durch Oberlinger; zum großen Teil erhalten |
| Ramsen                       | Protestantische Kirche                          |      | Gebr. Oberlinger                                     | 1953                 | II/P    | 13       | Umbau 1991 Owart/Mayer |
| Ransweiler                   | Protestantische Kirche                          |      | Carl Wagner                                          | 1847                 | I/P     | 13       | 1961 durch Oberlinger umdisponiert; weitgehend erhalten |
| Rehborn                      | Protestantische Kirche                          |      | Carl Wagner                                          | 1855                 | I/P     | 13       | zum großen Teil erhalten |
| Ruchheim                     | St. Cyriakus                                    |      | Johann Georg Geib                                    | um 1790              | I/P     | 8        | 1818 von seinem Sohn Georg fertiggestellt; weitgehend erhalten |
| Ruchheim                     | Protestantische Kirche                          |      | Eberhard Friedrich Walcker                           | 1874                 | I/P     | 12       | op. 294, mechanische Kegellade; weitgehend Teil erhalten |
| Sankt Julian                 | Protestantische Kirche                          |      | Gebr. Stumm                                          | 1881                 | II/P    | 14       | weitgehend erhalten |
| Sausenheim                   | St. Stephan                                     |      | Franz Kämmerer                                       | um 1890              | I/P     | 7        | mechanische Kegelladen ohne Principal 8′; weitgehend erhalten |
| Schifferstadt                | Lutherkirche                                    |      | Gustav Schlimbach                                    | 1864                 | I/P     | 8        | weitgehend erhalten |
| Schönau                      | Protestantische Kirche                          |      | Johann Volkmar Voit                                  | um 1800              | II/P    | 16       | ursprünglich für Bauschlott gebaut, 1971 überführt und um Rückpositiv erweitert; Hauptwerk und Pedalwerk weitgehend erhalten |
| Sembach                      | Protestantische Kirche                          |      | Louis Voit                                           | 1846                 | I/P     | 13       | weitgehend erhalten |
| Sitters                      | Protestantische Kirche                          |      | Carl Wagner                                          | 1860                 | I/P     | 8        | bis auf Prospektpfeifen vollständig erhalten |
| Speyer                       | Dreifaltigkeitskirche                           |      | Steinmeyer                                           | 1929                 | III/P   | 41       | elektropneumatische Taschenladen, hinter Prospekt von Ignatius Will (1716) unter Einbeziehung von Pfeifenwerk der Vorgängerorgel |
| Speyer                       | Gedächtniskirche der Protestation               |      | Detlef Kleuker                                       | 1979                 | IV/P    | 95       | hinter Gehäuse von 1939, größte Orgel in Südwestdeutschland |
| Speyer                       | Heiliggeistkirche                               |      | Liborius Müller                                      | 1751                 | II/P    | 13       | weitgehend erhalten |
| Speyer                       | Speyerer Dom                                    |      | Orgelbau Romanus Seifert & Sohn                      | 2010–2011            | IV/P    | 87       | moderner Prospektentwurf von Gottfried Böhm |
| Speyer                       | Technik-Museum Speyer                           |      | M. Welte & Söhne                                     | 1925                 | II/P    | 21       | über Tasten spielbar oder automatisch; ursprüngliche für private Villa in Südfrankreich gebaut, 1970 abgebaut und seit 1993 in Speyer aufgestellt                                                                                         |
| Steinbach am Donnersberg     | Protestantische Kirche                          |      | Johann Valentin Senn                                 | um 1730              | I/P     | 12       | Gehäuse und etliche Register erhalten |
| Steinweiler                  | Protestantische Kirche                          |      | E. F. Walcker & Cie.                                 | 1899                 | II/P    | 26       | pneumatische Kegellade hinter Prospekt und unter Einbeziehung von 6 Registern von Joseph Merklin (1848) |
| Ulmet                        | Protestantische Kirche                          |      | Carl und Franz Stumm                                 | 1847                 | I/P     | 14       | das gleiche Gehäuse wie in Altenkirchen (1954 ersetzt); wie weitgehend erhalten |
| Vogelbach                    | Simultankirche St. Philipp und Jakob            |      | Carl Wagner                                          | 1847                 | I/P     | 10       | weitgehend erhalten |
| Walsheim                     | Protestantische Kirche                          |      | Franz Bernhard Ignatius Seuffert                     | 1845                 | I/P     | 16       | weitgehend erhalten |
| Wartenberg-Rohrbach          | Protestantische Kirche                          |      | Louis Voit                                           | 1846                 | I/P     | 9        | weitgehend erhalten |
| Wattenheim                   | Protestantische Kirche                          |      | Wilhelm Sauer                                        | 1896                 | II/P    | 18       | Vollpneumatik, vollständig erhalten hinter dem historischen Prospekt von 1740 (Johann Valentin Senn zugeschrieben). |
| Wattenheim                   | Katholische Kirche St. Alban                    |      | E. F. Walcker & Cie.                                 | 1896                 | II/P    | 17       | gut erhalten → Orgel |
| Weidenthal                   | Protestantische Christuskirche                  |      | Louis Voit                                           | 1869                 | II/P    | 24       | 1951 Umbau durch Emanuel Kemper/Lübeck, 1996/1997 Restaurierung und Rekonstruktion durch Gerhard Kuhn/Esthal |
| Weilerbach                   | Protestantische Kirche                          |      | E. F. Walcker & Cie.                                 | 1898                 | II/P    | 26       | eines der größten zweimanualigen Werke der Orgelromantik, pneumatische Kegellade, nach Prospektentwurf von Ludwig Levy; vollständig erhalten                                                                                              |
| Westheim                     | Protestantische Kirche                          |      | Voit & Söhne                                         | 1895                 | II/P    | 18       | Kegelladen; weitgehend erhalten |
| Weyher in der Pfalz          | St. Peter und Paul                              |      | Johann Jelaćić                                       | 1887                 | II/P    | 18       | mechanische Kegellade; am besten und weitgehend erhaltene Orgel von Jelaćić |
| Wolfstein                    | Protestantische Kirche                          |      | Friedrich Ladegast, Oberlinger                       | 1869, 1983           | II/P    | 22       | 1965 abgebrochen und 1983 weitgehend rekonstruiert |
| Zell                         | Protestantische Kirche                          |      | Eberhard Friedrich Walcker                           | 1877                 | I/P     | 7        | mechanische Kegellade; weitgehend erhalten |